# Smrtelná dávka
Smrtelná dávka obecně označuje smrtící dávku látky nebo záření[nenalezeno v uvedeném zdroji]. Smrtná dávka nebo letální dávka (latinsky dosis letalis; anglicky Lethal dose; zkratka: LD) je míra toxicity látky. Hodnota LD označuje dávku, jejíž podání způsobí určenou smrtnost na vzorku jedinců určeného druhu.
Při udávání smrtných dávek se užívá tohoto označení:
LDXy(z.)
kde:
- X – označuje, kolik procent z testovaných zvířat po podání dávky následkem toho uhynulo,
- y – označuje druh zvířat, na kterých byl test proveden,
- z – označuje způsob podání látky: (inh.) – vdechnutí (inhalated), (inj.) – injekčně, (oral) podání ústně.

Např.: LD100myš(inj.) – označuje injekčně podanou dávku, při které uhynuly všechny myši z testované skupiny.
Pokud podrobné informace nejsou uvedeny, byl test pravděpodobně proveden na krysách s orálním způsobem podání.
Mnohdy se udává i nejmenší pozorovaná smrtná dávka, která má zkratku LDLo (z angl. lethal dose low), udávající, při jaké nejmenší dávce látky uhynul alespoň jeden jedinec z testované skupiny.
Hodnota LD se udává v jednotkách hmotnosti látky vztažené na jednotku hmotnosti těla zvířete – nejběžněji mg/kg. V případě plynných látek se užívá hodnoty LC (Lethal concentration – smrtná koncentrace).

## LD50
LD50 nebo LD50 je v toxikologii označení pro dávku látky podané testovaným jedincům, která způsobí úhyn 50 % testovaných živočichů do 24 hodin od expozice. Udává se v mg/kg živé hmotnosti.
Např.: LD50 orálně, potkan: 400 mg/kg.
Ačkoliv se tento ukazatel používá velmi často a běžně například při porovnávání toxicity jedu hadů, má své zjevné slabiny. Jako laboratorní zvířata, na nichž se jedovatost zkouší, se nejčastěji používají myši a potkani. To s sebou nese i jistá omezení a při následném srovnání se musí přihlížet k tomu, že vůči jiným skupinám živočichů včetně člověka může jed účinkovat jinak.
Střední smrtná dávka (latinsky dosis letalis media, LD50) nemusí být dostatečným parametrem, který charakterizuje toxicitu chemické látky. Důležité také je, jak rychle se zvyšuje toxicita s rostoucí dávkou. U některých látek vede již nepatrné zvýšení dávky k rychlému vzestupu smrtnosti, zatímco u jiných látek není závislost toxických účinků na dávce tak výrazná.
Pro sledování účinků látek v čase se používá také parametr střední účinná doba (latinsky tempus effectivum medium, ET50), který označuje časový úsek mezi podáním léčiva a nástupem účinku u 50 % pokusných objektů, a střední smrtná doba (latinsky tempus letale medium, LT50), udávající časový interval mezi podáním látky a úhynem 50 % pokusných objektů.